# گارسینیا
گارسینیا (نام علمی: Garcinia) نام یک سرده از رده دولپه‌ای‌ها است.